# Acartia hamata
Acartia hamata är en kräftdjursart som beskrevs av Tamezo Mori botanist  1937. Acartia hamata ingår i släktet Acartia och familjen Acartiidae. Inga underarter finns listade i Catalogue of Life.